# San Michele all’Adige
San Michele all’Adige település Olaszországban, Trento megyében. Lakosainak száma 4049 fő (2023. január 1.). San Michele all’Adige Giovo, Lavis, Mezzocorona, Mezzolombardo és Terre d'Adige községekkel határos.

## Népesség
A település népességének változása:
| Lakosok száma | 3092 | 3151 | 4049 |
|               | 2017 | 2018 | 2023 |